# Uludağ

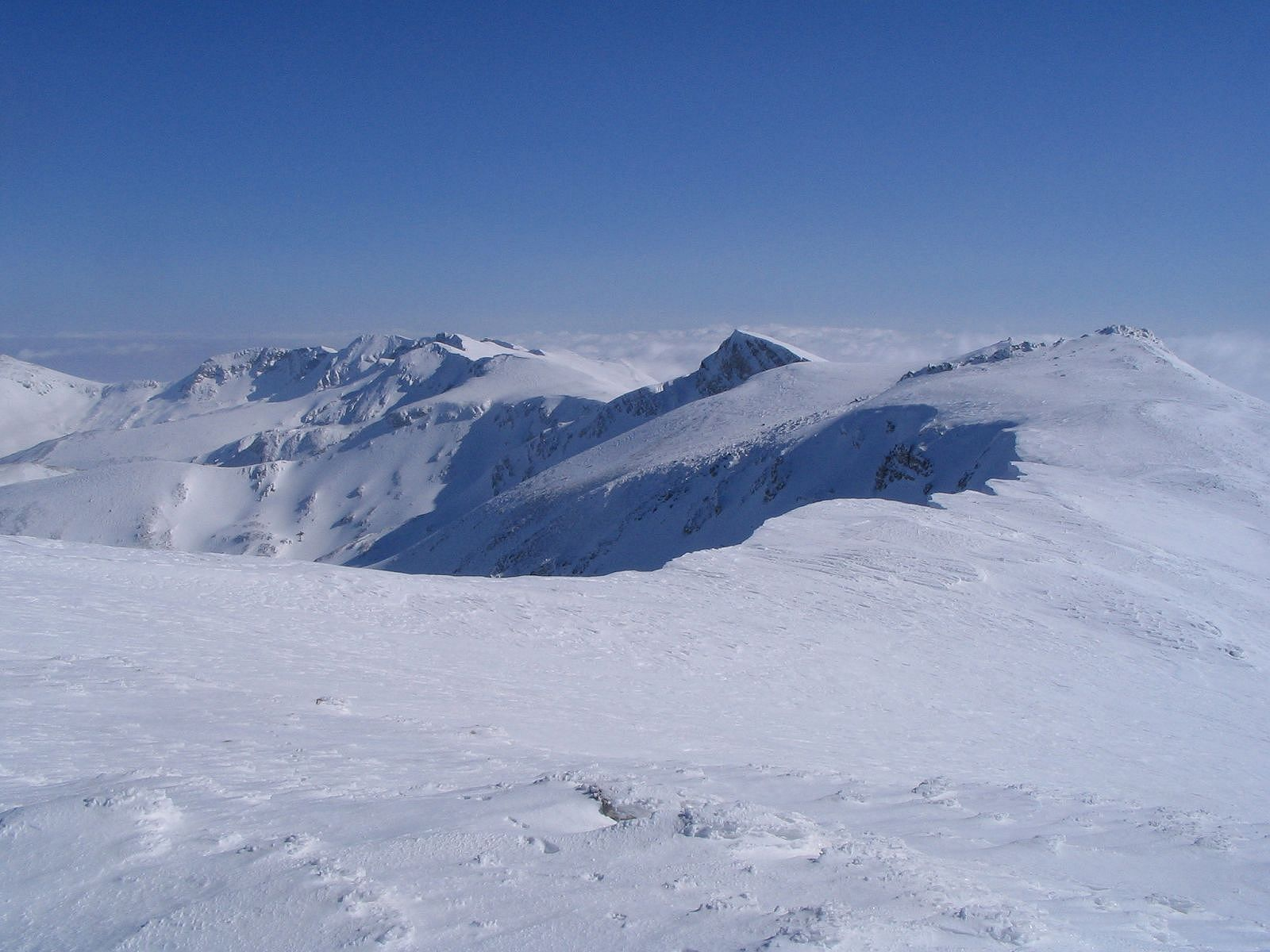

Uludağ [uɫuda ː], (denumit de greci ca muntele Olimp din Misia), este un munte din provincia Bursa, Turcia, cu o altitudine de 2543 m (8343 ft). Acesta este un centru popular pentru sporturile de iarnă, cum ar fi schi, și un parc național din flora si fauna bogata. Activități de vară, cum ar fi drumetii montane si de camping, de asemenea, sunt populare.
În turcă, Uludağ înseamnă "Muntele Sublim", dar în colocvială turcă, numele vechi Keșiș Dağı, "Muntele de calugari," este încă folosit. În antichitate gama din care aceasta face parte, extinderea de-a lungul marginii de sud a Bitinia, a fost cunoscut sub numele de Olympos în greacă și în latină Olympus, extremitatea vestica fiind cunoscut sub numele de Olympus Mysian și de est drept Olympus Bitinia, și orașul Bursa a fost cunoscut sub numele de Prusa anunț Olympum din poziția sa în apropierea muntelui. 
De-a lungul Evului Mediu, aceasta conținea schituri si manastiri: "Creșterea acestui centru monastic în secolul al VIII-lea și de prestigiul acesteia până la secolul al XI-lea sunt legate de rezistența a numeroasi călugării înpotriva politicii împăraților iconoclaști și apoi la o latentă opoziție fata de  monahismului urban, constantinopolitan a studiților ".. Unul dintre celi mai mari călugări din Orientul creștin, făcătoar de minuni călugăr bizantină  Sfântul Joannicius Mare, a trăit drept un pustnic pe acest munte.
Mt. Uludag este cel mai înalt munte din regiunea marii Marmara. Cel mai înalt vârf al său este Kartaltepe la 2543 m (8343 ft). Pe parte de nord sunt platouri inalte: Sarıalan, Kirazlıyayla, Kadıyayla, și Sobra.